# MiG-29 Fulcrum
 (octobre 2024).
Si vous disposez d'ouvrages ou d'articles de référence ou si vous connaissez des sites web de qualité traitant du thème abordé ici, merci de compléter l'article en donnant les références utiles à sa vérifiabilité et en les liant à la section « Notes et références ».
MiG-29 Fulcrum est un jeu vidéo de simulation de vol de combat publié par Domark en 1991 pour les plates-formes Acorn Archimedes, Amiga, Atari ST et MS-DOS.
En 1991, une version améliorée est sortie sous le nom de MiG-29M Super Fulcrum.

## Aperçu
Le joueur pilote un Mikoyan-Gourevitch MiG-29 dans des missions en solo contre un éventail d'ennemis dans le monde entier. Pour cela, le MiG-29 est armé de missiles air-air AA-8 Aphid, de missiles air-sol AS-7 Kerry, de roquettes S-24, ainsi que d'un canon. Il fait face à des missiles surface-air ainsi que d'autres appareils aériens tels que des Harriers, Chengdu J-7, Mirage 2000 et d'autres MiG-29. Un total de six missions est disponible.

## Développement
Les versions Amiga et Atari ST de MiG-29 Fulcrum ne proposent pas de mode complexe, limitant le jeu au mode simple. Le pilote britannique John Farley a été consulté pendant le développement du jeu, car il est l'une des rares personnes en dehors de la Russie à avoir piloté un véritable MiG-29 ; son avis a modifié certains aspects du jeu. Farley a déclaré que le jeu n'était pas « simplifié à l'extrême », le qualifiant de « la chose la plus proche du pilotage réel de l'avion ».
Alors que le jeu a été programmé par Simis, MiG-29 Fulcrum a été conçu par le studio The Kremlin. Le logiciel de simulation du jeu est écrit en langage C par David Payne et Jonathan Newth ; Payne a précédemment travaillé pour British Aerospace, et Newth a déjà travaillé pour IBM. L'avion MiG-29 a été choisi parce que l'équipe de Kremlin a estimé que de nombreux avions américains avaient déjà fait l'objet de simulations et a choisi le MiG-29 en lisant Soviet Weekly. L'agence de presse russe TASS a contribué au développement de MiG-29 Fulcrum en fournissant des données de vol, des informations sur les armes de l'avion ainsi qu'un accès à ses archives photographiques.

### Traduction
- (en) Cet article est partiellement ou en totalité issu de l’article de Wikipédia en anglais intitulé « MiG-29 Fulcrum (1990 video game) » (voir la liste des auteurs).